# Les Pierrafeu en culottes courtes
Les Pierrafeu en culottes courtes (The Flintstone Kids) est une série d'animation dérivée des Pierrafeu en 34 épisodes de 25 minutes, créée par William Hanna et Joseph Barbera, et diffusée du 6 septembre 1986 au 21 mai 1988 sur le réseau ABC, et dans l'émission The Funtastic World of Hanna-Barbera diffusée en syndication.
En France, seuls 24 épisodes ont été diffusés dans l'émission Hanna-Barbera dingue dong en 1992 sur Antenne 2, et au Québec à partir du 9 septembre 1989 à Télévision Quatre-Saisons.

## Synopsis
Les Pierrafeu en Culottes Courtes nous conte les histoires vécues par Fred, Wilma, Barney et Betty, les héros des Pierrafeu, pendant leur enfance. Autour d’eux gravitent leur dinosaure domestique, Dino, mais aussi des personnages inédits, Dreamchip, Philo et Rocky Ratrock (des enfants de leur âge). Après avoir fait un grand nombre de bêtises, nos amis peuvent se reposer en regardant les aventures de leurs héros préférés à la télé : le Capitaine Caverne et son fils Cavey Jr. !

## Développement
La série est diffusée aux États-Unis, de 1986 jusqu'en 1988 sur le réseau ABC, dans le programme télévisé diffusé chaque samedi matin intitulé The Funtastic World of Hanna-Barbera. La série a été produite par les studios Hanna-Barbera. Elle contient un total de 75 segments, dont 24 sont constitués d'un segment « principal », Les Petits Pierrafeu. En 1988, Mary Jo Ludin et Lane Raichert ont été récompensées de l'Humanitas Prize pour l'épisode Rocky's Rocky Road. Un comic book inspiré de la série a également été commercialisé.

## Épisodes
La série est composée de 75 segments dont 24 constituent le principal segment. La série possède aussi trois autres parties inédites :
- Drôles de Pierrafeu (13 mini-épisodes)
- La dilemme de Dino (19 mini-épisodes)
- Capitaine Caverne et son fils (21 mini-épisodes)

### Première saison (1986-1987)
1. Le grand Freddie
2. Les héros du jeu
3. Baseball, quelle passion !
4. La disparition de Dusty
5. La pauvre petite fille riche
6. Le concert de rock qui a fait le plaisir à Freddie
7. La malédiction du diamant de pierre
8. Obtenez bien, Barney !
9. Les pièges des fugitifs
10. Freddie, roi du karaté
11. L'expérience vivante de Barney
12. Le mini-visiteur
13. Grand-père par la loi
14. La première couche de Freddie

### Deuxième saison (1987-1988)
1. La fausse maladie de Freddie
2. Le blues du meilleur ami
3. Le noeufnoeuf
4. C'est toi la meilleure Betty
5. Camper filou
6. Rocky apprend à être gentil
7. Le vendredi 13 de Freddie
8. Un D à Philo

### Drôles de Pierrafeu - Saison 1 (1986-1987)
1. Humour à Caillouville
2. Princesse Wilma
3. Les origines de Frankepierrafeu
4. Les Rubbles sans cause
5. Pierrafeu Indienne
6. La punition
7. Un espion tout sucré
8. Le monstre des morceaux de goudron
9. La rupture de Betty
10. Cristal arc-en-pierre
11. L'invention de Philo
12. La pierre de Twilight
13. Freddie dans la grande maison

### La dilemme de Dino - Saison 1 (1986-1987)
1. La guerre des jalons
2. Dino et le rêve de lavage de voitures
3. S'habiller comme Dino
4. Fred, chien mécanique
5. Contre le préhistorique
6. Un vétérinaire pour Dino
7. Le régime de Dino
8. Le prix de la liberté
9. La terreur de Dino
10. La revanche des intimidés
11. Une catastrophe au chocolat
12. Les blues des chiens
13. Capitaine Caverne arrive !

### La dilemme de Dino - Saison 2 (1987-1988)
1. La minettosaure infernale
2. A qui la faute
3. Bon voyage Dino
4. La guerre des puces
5. La bête noire de minuit
6. Joyeux anniversaire Dino

### Capitaine Caverne et son fils - Saison 1 (1986-1987)
1. Capitaine Caverne et le docteur Cauchemar
2. L'invasion des aliens
3. Un piège pour Mr. Ditto
4. Les graines d'adolescences
5. L'homme-déchets
6. Sauvons Caillouville !
7. Le problème des enfants
8. Le jour de malchance
9. Aujourd'hui, les héros
10. La malédiction du passé
11. La première aventure de Capitain Caverne
12. La famille Caverne bat Monsieur Mauvais
13. Piggy McGrabit a été volé

### Capitaine Caverne et son fils - Saison 2 (1987-1988)
1. Capitaine Caverne
2. L'attaque du jeune lézard géant
3. Petite cause, grande conséquence
4. Coiffures catastrophes
5. L’entarteur entartré
6. Le super rhume de Capitaine Caverne
7. Pierre Ponce le tyran
8. Capitaine Cabot

## Doublage français
- Luq Hamet : Freddie
- Valérie Siclay : Wilma
- Emmanuel Curtil : Barney
- Marie-Laure Dougnac : Betty
- Bernard Soufflet : Voix additionnelles